# 2014-es ABU Rádiós Dalfesztivál
A 2014-es ABU Rádiós Dalfesztivál volt a második ABU Rádiós Dalfesztivál, melyet a Srí Lanka-i Colombóban rendeztek meg. A versenyre 2014. május 23-án került sor. A helyszín a Stein Studio volt. Eredetileg a Nelum Pokuna Mahinda Rajapaksa Színház adott volna otthont a dalfesztiválnak.

## A helyszín és a verseny
A verseny pontos helyszíne a Srí Lanka-i Colombóban található Stein Studio volt.
Ettől az évtől kezdve minden részt vevő országnak egy bizonyos összeget kell fizetnie a részvételért.
Változás volt az előző évhez képest, hogy ebben az évben nem osztottak díjakat a résztvevőknek, hanem minden előadó jelképes elismerésben részesült. Így a fesztiválnak nem volt konkrét győztese. Viszont az előválogatót nem törölték el. 2014. május 28-án jelezték, hogy az ABU Rádiós Dalfesztivál többé nem egy konkrét verseny, hanem az ABU TV-s Dalfesztiválhoz hasonlóan egy gálaműsor.
A rendezvény nyitásaként felcsendült Srí Lanka himnusza, majd egy Srí Lankáról szóló rövidfilmet vetítettek. Ezt követően, az est során többször, tánccsoportok hagyományos népi táncokat mutattak be.

## A résztvevők
Először vett részt a dalfesztiválon Srí Lanka, amely egyben házigazda is volt. A szigetország már az első versenyre is jelentkezett, de mégsem indult el. Rajtuk kívül Thaiföld is ebben az évben küldte első indulóját.
Bhután 2013. december 30-án jelentette be, hogy nem vesz részt a versenyen. Rajtuk kívül visszalépett a Fidzsi-szigetek, Kirgizisztán, Szudán és Vanuatu is. Eredetileg Indonézia és Vietnám is részt akart venni, de 2014. április 1-jén kiderült, hogy nem neveztek indulót. Így tíz ország vett részt a fesztiválon, ami az eddigi legalacsonyabb létszám volt.

## Térkép

Részt vevő országok
Országok, melyek korábban részt vettek, de ebben az évben nem

## Előválogató
| Ország     | Nyelv    | Előadó                  | Dal                     | Magyar fordítás              | Eredmény     |
| ---------- | -------- | ----------------------- | ----------------------- | ---------------------------- | ------------ |
| Ausztrália | angol    | Iluka                   | 12th of July            | Július 12-e                  | Továbbjutott |
| Brunei     | angol    | Neff Aslee              | Juliet                  | Júlia                        | Továbbjutott |
| Brunei     | maláj    | Rapul Rezal             | Inilah sebenarnya       | Pontosan ez                  | Kiesett      |
| Dél-Korea  | koreai   | Seokwan Ryu             | A Regular               | Egy szabályos                | Továbbjutott |
| India      | angol    | Abhijith Kishen         | Be the Change           | Légy a változás!             | Kiesett      |
| India      | manipuri | Mangka                  | Tamla loibi napom       |                              | Továbbjutott |
| Irán       | perzsa   | Heshmatollah Rajabzadeh | Larzan                  | Reszketés                    | Kiesett      |
| Irán       | angol    | Mohammad Saveh          | Fountain of the Sun     | A Nap szökőkútja             | Kiesett      |
| Irán       | perzsa   | Moghtada Gharbavi       | Bezar asheget bemoonam  | Hadd maradjak a szerelmed!   | Továbbjutott |
| Irán       | angol    | Peyman Talebi           | Wave of the Infinity    | A végtelen hulláma           | Továbbjutott |
| Malajzia   | maláj    | Mohd Rizal Ahmad        | Di sudut kamar hatiku   | A szívem szobájának sarkában | Továbbjutott |
| Pakisztán  | urdu     | Marryum Hussain         | The Soft Song of Peace  | A béke lágy dala             | Továbbjutott |
| Srí Lanka  | angol    | Shey                    | Something ’bout You & I | Valami rólad és rólam        | Továbbjutott |
| Srí Lanka  | angol    | Super Stars             | Boot Song               | Csizma dal                   | Továbbjutott |
| Szingapúr  | maláj    | Nana Karia              | Boneka ku hilang        | Baba, amit elvesztettem      | Továbbjutott |
| Thaiföld   | thai     | PRD Band                | Kwam smakki             | Egység                       | Továbbjutott |

## Élő adás
| #  | Ország     | Nyelv    | Előadó            | Dal                     | Magyar fordítás              |
| -- | ---------- | -------- | ----------------- | ----------------------- | ---------------------------- |
| 01 | Malajzia   | maláj    | Mohd Rizal Ahmad  | Di sudut kamar hatiku   | A szívem szobájának sarkában |
| 02 | Pakisztán  | urdu     | Marryum Hussain   | The Soft Song of Peace  | A béke lágy dala             |
| 03 | Irán       | perzsa   | Moghtada Gharbavi | Bezar asheget bemoonam  | Hadd maradjak a szerelmed!   |
| 04 | Thaiföld   | thai     | PRD Band          | Kwam smakki             | Egység                       |
| 05 | Brunei     | angol    | Neff Aslee        | Juliet                  | Júlia                        |
| 06 | Szingapúr  | maláj    | Nana Karia        | Boneka ku hilang        | Baba, amit elvesztettem      |
| 07 | India      | manipuri | Mangka            | Tamla loibi napom       |                              |
| 08 | Irán       | angol    | Peyman Talebi     | Wave of the Infinity    | A végtelen hulláma           |
| 09 | Ausztrália | angol    | Iluka             | 12th of July            | Július 12-e                  |
| 10 | Srí Lanka  | angol    | Shey              | Something ’bout You & I | Valami rólad és rólam        |
| 11 | Dél-Korea  | koreai   | Seokwan Ryu       | A Regular               | Egy szabályos                |
| 12 | Srí Lanka  | angol    | Super Stars       | Boot Song               | Csizma dal                   |